# Puntius pentazona
Puntius pentazona är en fiskart som först beskrevs av Boulenger, 1894.  Puntius pentazona ingår i släktet Puntius och familjen karpfiskar. Inga underarter finns listade i Catalogue of Life.